# Президиум ОГМВ
Президиум всемирной организации «Объединённые Города и Местные Власти» — коллективный политический руководящий орган ОГМВ, ответственный за повседневные представительские функции.
Состоит из Президента, шести соПрезидентов, Казначея и Специальных посланников, определяемых на трёхлетний срок Всемирным советом ОГМВ в ходе Всемирного саммита ОГМВ. Подотчётен ежегодному собранию Всемирного совета и полугодовому собранию Исполнительного бюро организации.
Дополняется Вице-президиумом, избираемым отделениями ОГМВ.

## Президиум на 2021—2024 гг.
Состав Президиума на период 2021—2024 годы:
Президент:  Ильсур Метшин, мэр Казани (Россия)
Сопрезиденты:
- Уур Ибрахим Алтай[тур.], мэр столичного муниципалитета Конья (Турция)
- Ли Минг-юань[англ.], мэр г. Сиань (Китай)
- Джонни Арая Монге[англ.], мэр г. Сан-Хосе (Коста-Рика)
- Анн Идальго, мэр Парижа (Франция) и
- Ян ван Занен[англ.], мэр г. Утрехт (Нидерланды)

Казначеи: 
- Маделейн Йоробе Алфелор-Газман, мэр г. Ирига (Филиппины)[3]
- Берри Врбанович[англ.], мэр г. Китченер (Канада)

Специальные посланники:
- При ООН:  Ада Колау, мэр Барселоны (Испания) и
- При Новой программе развития городов, утверждённой на III конференции ООН по жилью и устойчивому развитию[англ.]:  Карлос Мартинез Мингез[исп.], мэр Сории (Испания)

## Президиум на 2019—2022 гг.
Состав Президиума на период 2019—2022 годы:
Президент:  Мохамед Будра, мэр Эль-Хосейма, Президент Ассоциации мэров Марокко (Марокко)
Сопрезиденты:
- Уур Ибрахим Алтай, мэр столичного муниципалитета Конья (Турция)
- Ли Минг-юань, мэр г. Сиань (Китай)
- Джонни Арая Монге, мэр г. Сан-Хосе (Коста-Рика)
- Темби Нкадименг, мэр муниципалитета города и района Полокване (ЮАР)
- Берри Врбанович, мэр г. Китченер (Канада) b
- Ян ван Занен, мэр г. Утрехт (Нидерланды)

Казначей:  Маделейн Йоробе Алфелор-Газман, мэр г. Ирига (Филиппины)
Специальные посланники:
- Ада Колау, мэр Барселоны (Испания) и
- Фернандо Медина, мэр Лиссабона (Португалия)

## Президиум на 2016—2019 гг
Состав Президиума на период 2016—2019 годы:
Президент:  Паркс Тау, президент Ассоциации местного самоуправления Южной Африки (SALGA).
Сопрезиденты:
- Угур Ибрагим Алтай, мэр столичного муниципалитета Конья (Турция)
- Вэнь Гуохуэй, мэр Гуанчжоу (Китай)
- Анн Идальго, мэр Парижа (Франция)
- Ада Колау, мэр Барселоны (Испания)
- Ролан Рис, мэр Страсбурга (Франция)
- Маурисио Родас Эспинель, мэр Кито (Эквадор)

Казначей:  Берри Врбанович, мэр Китченер (Канада)
Заместитель казначея:  Мохамед Садики, мэр Рабата (Марокко)
Вице-президенты:
- Иван Арсьенега, мэр Сукре (Боливия)
- Мигель Лифшиц, губернатор провинции Санта-Фе (Аргентина)
- Карлос Мартинес Мингес, мэр Сории (Испания)
- Михаэль Мюллер, мэр Берлина (Германия)
- Айсен Николаев, экс-мэр Якутска, Глава Республики Саха (Россия)
- Роуз Кристин Рапонго, мэр Либревиля (Габон)
- Три Рисмахарини, мэр Сурабая (Индонезия)
- Кларк Сомервилль, региональный советник Халтон Хиллс (Канада)
- Моника Фейн, мэр Росарио (Аргентина)
- Фатма Шахин, мэр Газиантепа (Турция)